# Aron Hjörleifsson
Aron Hjörleifsson (1200 – 1255) fue un guerrero de la Islandia medieval en el siglo XIII y uno de los protagonistas de la guerra civil, periodo conocido como Sturlungaöld. Aron tiene su propia saga nórdica Arons saga Hjörleifssonar. Oriundo de Snæfellsnes, era hijo de Hjörleifur Gilsson y Sigríðar Hafþórsdóttir. La familia tuvo su residencia primero en Bjarnarhöfn y luego en Miklaholt. Su hermano Ólafur era abad del monasterio de Helgafell. Aron fue criado por Þorlákur Ketilsson en Hítardalur. Contemporáneo de Sturla Sighvatsson, fueron grandes amigos hasta que en la adolescencia tuvieron peleas constantes. 
Eyjólfur Kársson de Flatey estaba casado con Herdís, una hija de Hrafn Sveinbjarnarson. Herdís era tía de Aron y lo acogió a la edad de 15 años. Eyjólfur era partidario de Guðmundur Arason y Aron pronto se convirtió en el valedor principal del obispo. Cuando Tumi Sighvatsson eldri expulsó a Guðmundur Arason de Hólar (1221), Eyjólfur y Aron atacaron a principios de 1222 y mataron a Tumi, acogiendo y protegiendo al obispo. Sighvatur Sturluson fue a vengar a Tumi y luchó contra Aron, hiriéndole gravemente hasta el punto que lo dio por muerto aunque Eyjólfur descubrió que todavía estaba vivo en una barcaza con varios supervivientes.
Al curar sus heridas, Aron se dirigió hacia el sur, a Svínafell en Öræfasveit donde le capturó Ormur Jónsson Svínfellingur. Þórarinn, hermano de Ormur, salvó la vida a Aron y lo envió en secreto a Snæfellsnes y Rauðamel, donde vivía su madre. Allí estuvo escondido en unas cuevas durante un tiempo para desplazarse a los fiordos del oeste donde Sturla le descubrió y persiguió. Finalmente Aron viajó de peregrinación a Jórsalaför (Jerusalén) donde se convirtió en huscarle de Haakon IV de Noruega a quien el rey tuvo en gran estima, le proporcionó un ventajoso matrimonio y una hacienda en Bergen. 
Viajó a Islandia en dos ocasiones, pero murió en Noruega en 1255.
El escaldo Óláfr hvítaskáld escribió un drápa (poema) sobre él, de los que se conservan algunos fragmentos en las sagas.